# Permakultura

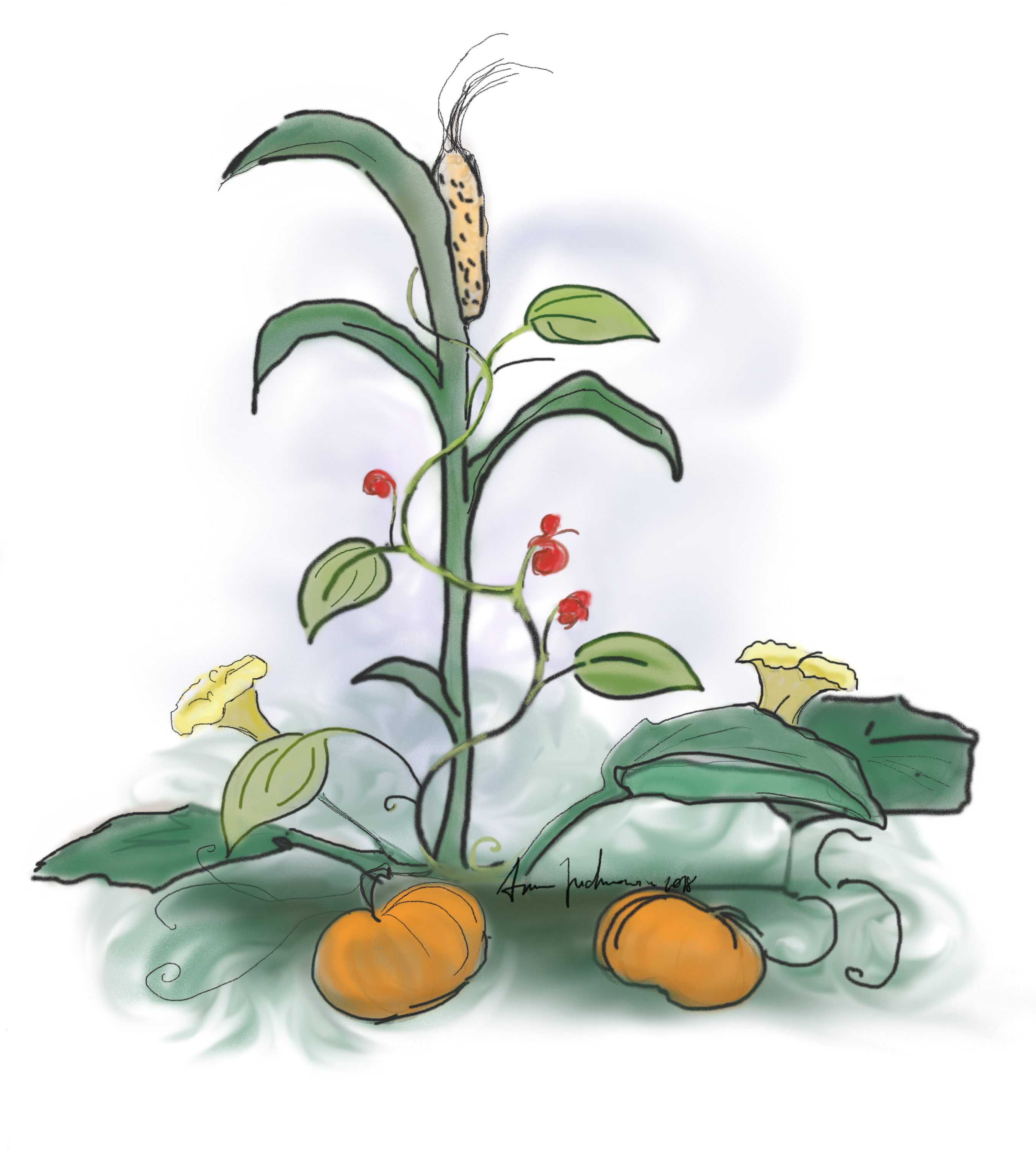
Przykład gildii tradycyjnie stosowanej przez Indian: kukurydza, dynia i fasola rosnące razem pomagają sobie wzajemnie.

Permakultura – gałąź projektowania ekologicznego, inżynierii ekologicznej i projektowania środowiska, tworząca zrównoważoną architekturę siedzib ludzkich i samoregulujące się systemy rolnicze na wzór ekosystemów naturalnych.
Główne zasady etyczne permakultury to:
- Troszcz się o Ziemię (Take care of the Earth): dbaj, aby wszystkie systemy życia mogły przetrwać i się rozwijać. To jest pierwsza zasada, ponieważ bez zdrowej Ziemi ludzie nie mogą prosperować.
- Troszcz się o ludzi (Take care of the people): dbaj, aby ludzie mieli dostęp do dóbr niezbędnych do życia.
- Dziel się nadmiarem (Share the surplus): zdrowe systemy naturalne wykorzystują nadwyżki do wyżywienia innych. My, ludzie, możemy robić to samo. Zarządzając naszymi potrzebami, możemy odłożyć część środków, aby spełnić powyższe zasady.

Początkowo trzecia zasada w podręczniku Billa Mollisona Permaculture: A Designer's Manual (1988) brzmiała: Ogranicz populację i konsumpcję, co potem zostało zmienione na Sprawiedliwy podział (Fair share), a nawet dzielenie się nadmiarem, prawdopodobnie ze względu na łagodniejszy wydźwięk i łatwiejsze spopularyzowanie idei permakultury. Pojawiają się kontrowersje w stosunku do pojmowania trzeciej zasady etycznej. Niektórzy instruktorzy uważają, że to właśnie ograniczenie populacji i konsumpcji, a nie uzyskanie nadmiaru i następnie dzielenie się nim, wspiera poprzednie dwie wytyczne troski o ziemię i ludzi. Za ograniczeniem konsumpcji opowiada się ruch przemian Transition Movement (znany też jako Transition Towns), stworzony częściowo na bazie zasad permakultury i stawiający na pierwszym miejscu zmniejszenie ludzkich zachcianek do rzeczywistych potrzeb, ze względu na zmniejszające się możliwości ich zaspokojenia.
Permakultura czerpie z wielu dziedzin, takich jak rolnictwo ekologiczne, agroleśnictwo, zintegrowane rolnictwo, zrównoważony rozwój i ekologia stosowana. 

Podstawowym celem ruchu jest wspieranie ludzi, aby byli bardziej samowystarczalni poprzez projektowanie i rozwój płodnych i zrównoważonych ogrodów i gospodarstw. Zasady projektowania, będące podstawą koncepcyjną permakultury, wywodzą się z ekologii systemów i badań przed-przemysłowych przykładów zrównoważonego używania ziemi.
(The primary agenda of the movement has been to assist people to become more self reliant through the design and development of productive and sustainable gardens and farms. The design principles which are the conceptual foundation of permaculture were derived from the science of systems ecology and study of pre-industrial examples of sustainable land use.)

Projektowanie permakulturowe podkreśla wzorce krajobrazu, funkcje i powiązania między gatunkami. Zadaje pytanie: „Gdzie jest miejsce tego elementu? Jak można go umiejscowić z największą korzyścią dla systemu?” Aby odpowiedzieć na to pytanie, główną koncepcją permakultury jest zmaksymalizowanie korzystnych połączeń pomiędzy składowymi i synergia ostatecznego projektu. Permakultura nie skupia się na pojedynczych elementach, ale na powiązaniach stworzonych pomiędzy składnikami poprzez sposób ich zakomponowania; całość staje się istotniejsza, niż pojedyncze składniki. Projektowanie systemów permakultury ma na celu redukcję odpadów, pracy ludzkiej i wkładu energii, poprzez budowę systemów ze zmaksymalizowanymi korzyściami, wypływającymi z połączeń między elementami, aby osiągnąć wysoki poziom synergii. Projektowanie permakulturowe zmienia się w czasie ze względu na związki poszczególnych elementów, stając się złożonym systemem, produkującym żywność i materiały na małej przestrzeni, przy minimalnym wkładzie pracy.
Permakultura jest wyłącznie systemem projektowania i jako taka może być użyta wszędzie, gdzie wymagane jest projektowanie. Permakultury najczęściej używa się w przypadku projektowania domów i krajobrazu, łącząc metody agroleśnictwa, budownictwa naturalnego i gromadzenia wody deszczowej.

## Teoria

### 12 zasad projektowania permakulturowego
Zwolennicy permakultury zwykle zgadzają się co do następujących zasad projektowania:
1. Obserwuj i bierz udział (Observe and interact): poprzez spędzanie czasu na współpracy z naturą możemy zaprojektować rozwiązania odpowiadające naszym potrzebom.
2. Złap i zatrzymaj energię (Catch and store energy): poprzez stworzenie systemów gromadzących zasoby podczas dobrobytu, możemy zachować je na gorsze czasy.
3. Zbierz plon (Obtain a yield): zapewnij sobie naprawdę użyteczne owoce wykonywanej pracy.
4. Stosuj samodyscyplinę i zaakceptuj skutki swoich działań (Apply self-regulation and accept feedback): musimy ograniczać nieodpowiednie zachowania, aby systemy mogły sprawnie funkcjonować.
5. Stosuj i doceniaj zasoby i usługi odnawialne (Use and value renewable resources and services): korzystaj w pełni z obfitości natury, aby ograniczyć zachowania konsumpcyjne i zależność od zasobów nieodnawialnych.
6. Nie wytwarzaj odpadów (Produce no waste): gdy doceniamy i używamy wszystkie dostępne zasoby, nic się nie marnuje.
7. Projektuj od wzorców do szczegółów (Design from patterns to details): patrząc z dystansu, możemy obserwować wzorce w naturze i społeczeństwie. Mogą one stanowić trzon naszych projektów, do których dodamy następnie szczegóły.
8. Łącz, nie dziel (Integrate rather than segregate): gdy umieszczamy właściwe rzeczy na właściwym miejscu, powstają między nimi związki, i rzeczy te pracują wspólnie, nawzajem się wspierając.
9. Stosuj małe i powolne rozwiązania (Use small and slow solutions): małe i powolne systemy są łatwiejsze w utrzymaniu niż duże, lepiej wykorzystują zasoby lokalne i dają wyniki bardziej zrównoważone.
10. Stosuj i doceniaj różnorodność (Use and value diversity): zmniejsza ona wrażliwość na zagrożenia i wykorzystuje unikalne właściwości środowiska, w którym się znajduje.
11. Wykorzystuj krawędzie i doceniaj elementy graniczne (Use edges and value the marginal): najciekawsze sceny rozgrywają się w miejscach granicznych. Są to często najbardziej cenne, różnorodne i produktywne elementy systemu.
12. Kreatywnie wykorzystuj zmiany i reaguj na nie (Creatively use and respond to change): poprzez uważną obserwację możemy pozytywnie wpływać na nieodwołalne zmiany, interweniując we właściwym czasie.

### Wzorce
Projektowanie w permakulturze skupia się przede wszystkim na wzorcach naturalnych. Wszystkie rzeczy, nawet wiatr, fale i Ziemia krążąca wokół Słońca, tworzą wzorce. W stosowaniu wzorców projektanci permakultury zachęcani są do obserwacji wzorców naturalnych, ich funkcjonowania i odzwierciedlania w danym projekcie. „Stosowanie wzorca wymaga od projektanta zrozumienia kształtu i potencjału, aby dopasować te wzorce lub ich kombinacje do krajobrazu” („The application of pattern on a design site involves the designer recognizing the shape and potential to fit these patterns or combinations of patterns comfortably onto the landscape”).

### Warstwy

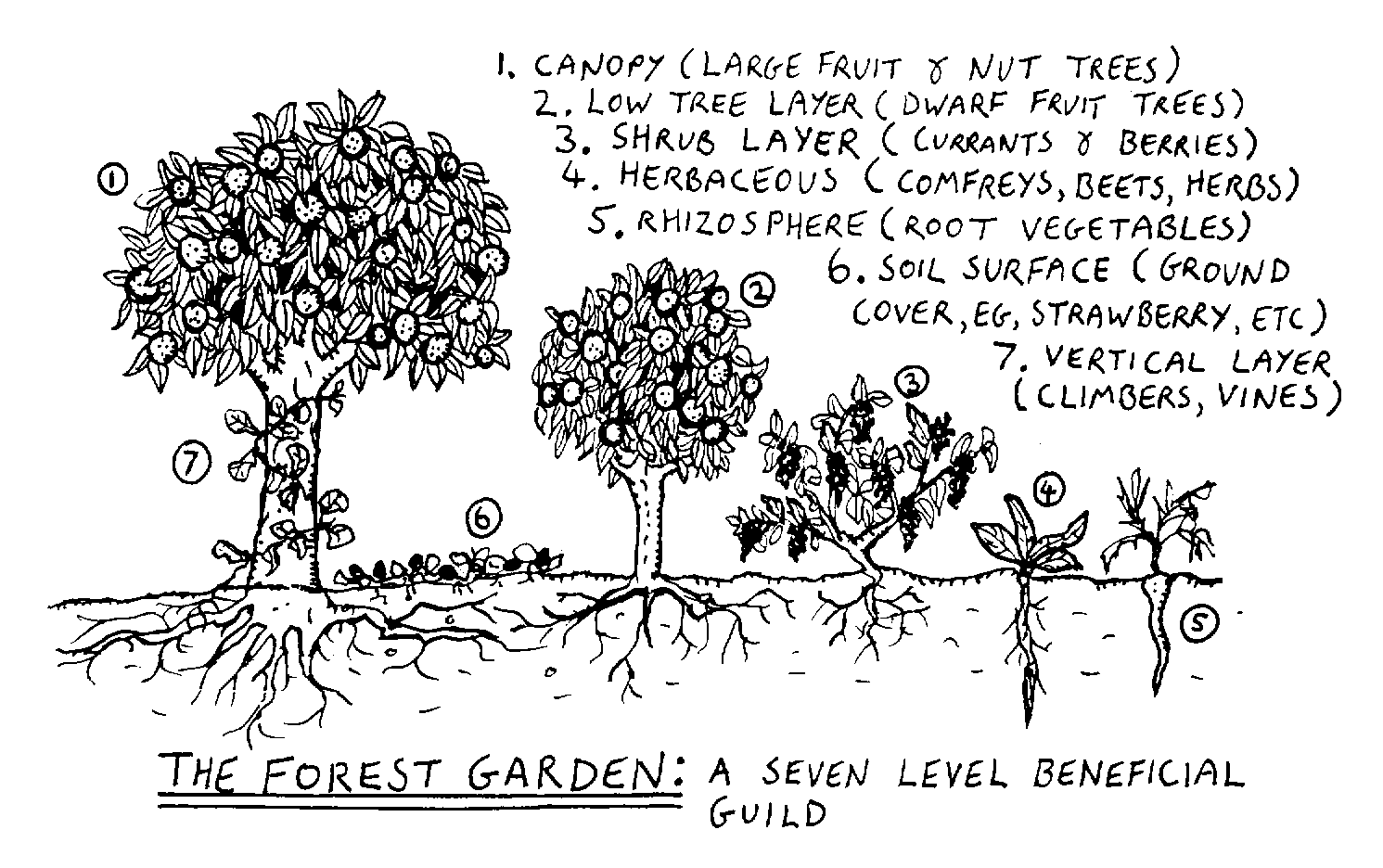
Siedmiopoziomowa gildia roślinna w ogrodzie leśnym:1. Szczyt (duże drzewa owocowe i orzechowe)
2. Poziom niskich drzew (karłowate drzewa owocowe)
3. Poziom krzewów (porzeczki i jagody)
4. Rośliny zielne (żywokost, buraki, zioła)
5. Ryzosfera (warzywa korzeniowe)
6. Powierzchnia ziemi (rośliny okrywowe, truskawki, itd)
7. Warstwa pionowa (pnącza).
Rys. Graham Burnett

Warstwy to jedno z narzędzi, stosowanych do projektowania działających ekosystemów, które są zarazem zrównoważone, jak i bezpośrednio przynoszą korzyść człowiekowi. Dojrzały ekosystem stanowi ogromną ilość związków pomiędzy jego składnikami: drzewami, podszytem, runem leśnym, glebą, grzybami, owadami i zwierzętami. Ponieważ rośliny rosną do różnych wysokości, na małej przestrzeni może wytworzyć się zróżnicowana społeczność, ponieważ każda z warstw rośnie ponad poprzednią. Zwykle wyróżnia się siedem warstw jadalnego ogrodu, chociaż niektórzy praktycy włączają do niej ósmą – grzyby:
1. Korony drzew: najwyższe drzewa w systemie. Dominują, ale nie nasycają obszaru; wciąż istnieją miejsca pozbawione drzew.
2. Niskie drzewa: karłowate drzewka owocowe, cytrusowe i inne niskie drzewa.
3. Krzewy: zróżnicowana warstwa, zawierająca większość krzewów, rodzących jagody.
4. Rośliny zielne: zarówno roczne, dwuletnie, jak i wieloletnie.
5. Ryzosfera: rośliny okopowe, np. ziemniaki i inne jadalne rośliny bulwiaste.
6. Powierzchnia gleby: międzyplony zatrzymujące ziemię i zmniejszające erozję wraz z nawozami zielonymi, bogatymi w składniki odżywcze i dostarczające glebie materii organicznej oraz azotu.
7. Warstwa pionowa: pnącza, np. fasola wielokwiatowa, fasola półksiężycowata i inne.

### Gildie
Gildia to grupa dowolnych gatunków, z których każdy spełnia unikalne funkcje, będące w harmonii z pozostałymi. Gildie to grupy roślin, zwierząt, owadów itd., które ze sobą współpracują. Część roślin może być uprawiana dla pożywienia, inne mają palowy system korzeniowy, wynoszący składniki odżywcze do wyższych partii gleby, jeszcze inne przyciągają owady pożyteczne, a kolejne odstraszają owady szkodliwe. Zgrupowanie takich roślin tworzy gildię.

### Efekt brzegowy
Efekt brzegowy (efekt styku, efekt krawędziowy) w ekologii to skutek przesunięcia lub ułożenia obok siebie zróżnicowanych środowisk naturalnych (zob. ekoton, okrajek). Zwolennicy permakultury są zdania, że w miejscu zetknięcia istotnie różniących się systemów znajduje się miejsce intensywnej produktywności, gdzie powstają pożyteczne połączenia. Przykładem może być wybrzeże – rejon styku lądu i morza zaspokaja wiele potrzeb ludzi i zwierząt. W permakulturze ta idea jest podkreślana przez użycie spiralnych kształtów w ogrodzie zielnym czy budowanie oczek wodnych o falistej linii brzegowej zamiast okrągłych lub owalnych – ponieważ wydłuża to linię brzegową. Granice między lasem a otwartą przestrzenią są uważane za najbardziej produktywne.

### Strefy

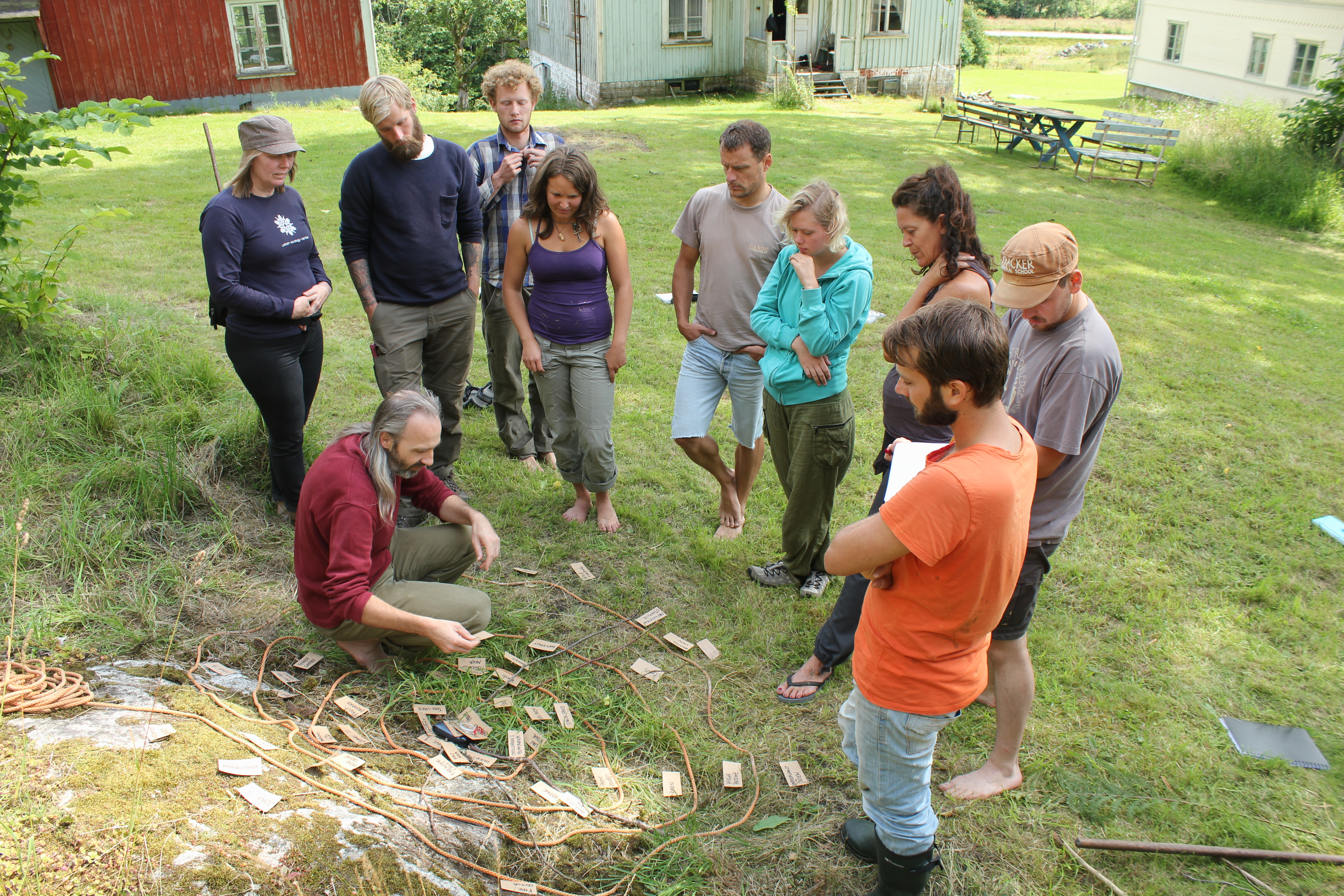
Nauka o strefach na kursie projektowania permakulturowego w Anglii. Instruktor – Aranya

Strefy to sposób organizacji elementów przestrzeni w siedzibie ludzkiej według częstości ich użycia oraz potrzeb roślin i zwierząt. Elementy często przekształcane lub wykorzystywane zlokalizowane są blisko domu, w strefach 1 i 2. Rzadziej używane lub przekształcane elementy oraz takie, które powinny być w odosobnieniu (np. dzikie zwierzęta), znajdują się dalej. Chodzi o odpowiednie rozmieszczenie poszczególnych rzeczy. Strefy ponumerowane są od 0 do 5:
- Strefa 0

Dom, centralna część domostwa. Zasady permakultury będą się tu stosować do prób ograniczenia zużycia energii i wody, używania zasobów naturalnych, takich jak energia słoneczna, i ogólnie stworzenia harmonijnego, zrównoważonego środowiska życia i pracy. Strefa 0 jest nieformalną strefą, nie określoną szczegółowo w książce Billa Mollisona.
- Strefa 1

Strefa najbliższa domowi, miejsce dla tych elementów systemu, które wymagają częstej uwagi, nadzoru, np. uprawa warzyw sałatkowych, ziół, delikatnych owoców, jak truskawki czy maliny, szklarnia i cieplarnia, miejsce rozsad, pojemnik na biohumus z odpadków kuchennych itd. Na obszarach zurbanizowanych w strefie 1 często spotyka się też podniesione grządki.
- Strefa 2

Tu rosną rośliny wieloletnie, wymagające mniej opieki, tylko odchwaszczania czy przycinania, np. porzeczki i sad. Tu można też umieścić ul, większy kompostownik i inne.
- Strefa 3

Rejon głównych upraw, zarówno dla użytku domowego, jak i na sprzedaż. Po założeniu uprawy nie wymaga ona częstej pracy (o ile stosuje się ściółkę i podobne systemy), podlewanie i odchwaszczanie może odbywać się raz w tygodniu.
- Strefa 4

Rejon półdziki. Ta strefa służy głównie do uprawy roślin pastewnych, zbierania drewna leśnego oraz produkcji drewna na cele budowlane.
- Strefa 5

Rejon zupełnie dziki. Brak tam ludzkiej interwencji poza obserwacją naturalnych cyklów ekosystemu.

## Popularne praktyki

### Agroleśnictwo

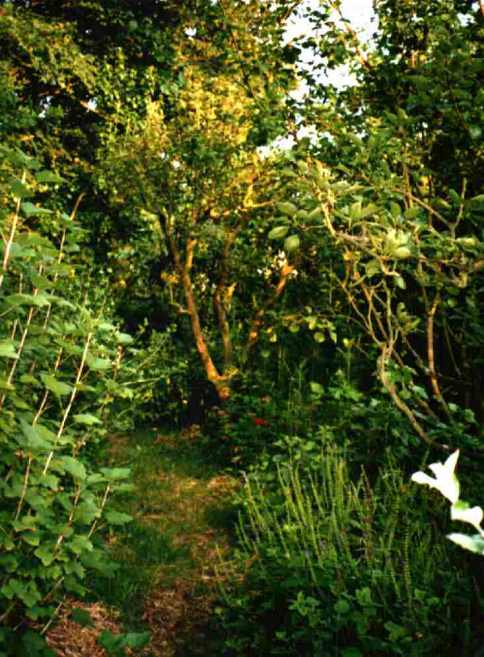
Leśny ogród Roberta Harta. Fot. Graham Burnett.

Agroleśnictwo to zintegrowane podejście, stosujące korzyści z łączenia drzew i krzewów z roślinami uprawnymi i zwierzętami gospodarskimi. Łączy technologie leśnictwa i rolnictwa, tworząc bardziej zróżnicowane, produktywne, zyskowne, zdrowsze i zrównoważone systemy użytkowania gruntów. W systemach agroleśnictwa drzewa i krzewy umieszczane są celowo wewnątrz systemów rolniczych, a w systemach leśnych wprowadzane są rośliny nienastawione na produkcję drewna.
Szczególnie popularną wśród zwolenników permakultury jest forma agroleśnictwa, jaką jest ogrodnictwo leśne. Pionierem ogrodnictwa leśnego w klimacie umiarkowanym był Robert Hart, który od lat 60. XX w. uprawiał swój 0,12-akrowy (500m2) leśny ogród na Wenlock Edge w Shropshire w Wielkiej Brytanii. W październiku 1990 jego ogród odwiedził jeden z twórców permakultury, Bill Mollison. W latach 90. XX w. ogród Roberta Harta stał się celem odwiedzin kolejnych osób zainteresowanych, a wyróżnione przez niego siedem warstw roślinności w ogrodzie leśnym włączono do elementów projektowania permakulturowego.
Ogród Roberta Harta był punktem wyjścia dla wielu naśladowców i badaczy leśnego ogrodnictwa. Graham Bell rozpoczął budowę swojego leśnego ogrodu w 1991, a w 1995 napisał książkę The Permaculture Garden. Patrick Whitefield napisał How to Make a Forest Garden w 2002, a Dave Jacke i Eric Toensmeier są autorami dwutomowego dzieła Edible Forest Gardening wydanego w 2005. W 2008 Geoff Lawton nakręcił film Establishing a Food Forest. W 2010 Martin Crawford wydał książkę Creating a Forest Garden: Working with nature to grow edible crops na podstawie swoich doświadczeń przy uprawie ogrodu leśnego, który założył w 1994.

### Naturalne budownictwo
Naturalne budownictwo łączy różne systemy budownictwa oraz materiały, kładąc nacisk na równowagę, trwałość, używanie tylko minimalnie przetworzonych materiałów, korzystanie z zasobów odnawialnych oraz takich, które w wyniku recyklingu lub ponownego użycia stworzą zdrowe środowisko życia i utrzymają zdrowe powietrze w budynku. Naturalne budownictwo przeważnie opiera się na pracy ludzkiej bardziej niż na technologii.
Potrzeba naturalnego budownictwa wynika z chęci zmniejszenia wpływu budynków i wspierających je systemów na środowisko, bez poświęcania komfortu, zdrowia czy estetyki. Aby zachować równowagę, naturalne budownictwo stosuje dostępne w nadmiarze, odnawialne, recyklowane lub ponownie używane materiały. W zachowaniu równowagi pomaga też projekt architektoniczny budynku, jego orientacja w stosunku do stron świata, przystosowanie do lokalnego klimatu, nastawienie na naturalną wentylację już w fazie projektu, zmniejszenie kosztów utrzymania budynku. Dąży się do zwartej zabudowy i zminimalizowania śladów ekologicznych, oraz miejscowego uzyskiwania energii, poboru wody, alternatywnych systemów kanalizacji i ponownego użycia wody.
Stosowane materiały to glina, drewno, słoma, ziemia, konopie, kamień, darń; jednak w praktyce bywają stosowane obok materiałów fabrycznych, jak beton, pianka poliuretanowa, wełna mineralna.

### Pozyskiwanie deszczówki
Pozyskiwanie deszczówki to zbieranie i przechowywanie wody deszczowej, zanim dostanie się do warstwy wodonośnej. Stosowana do pozyskiwania wody pitnej, wody do pojenia zwierząt użytkowych, irygacji, i innych typowych zastosowań. Deszczówka pozyskana z dachów domów i instytucji może stanowić istotną różnicę w dostępności wody pitnej. Może wspomóc wody podskórne i zwiększyć ilość zieleni miejskiej.
Szara woda to ścieki domowe, np. woda po praniu, zmywaniu naczyń i kąpieli, która nadaje się do recyklingu na miejscu i podlewania trawnika lub stworzenia sztucznego mokradła. Szara woda nie zawiera uryny ani kału. Szara woda nie jest wodą z toalety, nadaje się za to do spuszczania w toalecie.

### Ściółkowanie warstwowe
W rolnictwie i ogrodnictwie ściółka jest warstwą ochronną leżącą na glebie. Ściółką mogą być dowolne materiały, np. kamienie, liście, plastik, tektura itd., jednak w permakulturze najczęściej używa się ściółki z materiałów organicznych, gdyż spełniają one największą ilość funkcji. Do tych funkcji należą: zatrzymywanie deszczówki, zmniejszanie parowania, dostarczanie składników odżywczych, zwiększanie ilości materii organicznej w glebie, żywienie i tworzenie środowiska dla organizmów żyjących w ziemi, tłumienie rozwoju chwastów i kiełkowanie nasion, równoważenie dziennych wahań temperatury, ochrona przed mrozem i zmniejszanie erozji gleby. Ściółkowanie warstwowe jest techniką rolniczą stosowaną w ogrodnictwie bez kopania, mającą naśladować naturalne procesy zachodzące w lesie, imitując warstwę opadłych liści na dnie lasu.
Warstwa ściółki jest „bankiem żywności”, przechowującym składniki odżywcze zawarte w materii organicznej i stopniowo uwalnia te składniki do pobrania przez rośliny. Poprawia także jakość gleby, przyciągając i żywiąc dżdżownice ziemne, i produkując humus. Dżdżownice „uprawiają” ziemię, a ich odchody są jednym z najlepszych nawozów. Ściółkowanie warstwowe może być stosowane w celu wyplenienia niepożądanych roślin poprzez pozbawienie ich światła, i może być korzystniejsze na dłuższą metę niż stosowanie herbicydów.

### Hügelkultur
Praktykowanie Hügelkultur polega na zakopywaniu w podłużnych kopcach dużych ilości drewna, mających zatrzymywać wodę w glebie. Podczas rozkładu drewna w glebie jego porowata struktura działa jak gąbka. W czasie pory deszczowej duża ilość zakopanego drewna może zatrzymać ilość wody wystarczającą dla upraw w czasie pory suchej. Drewno w kopcu będzie się rozkładało, uwalniając składniki odżywcze przez ok. 20 lat. Na zboczach kopca, będącego rodzajem podniesionej grządki, można prowadzić uprawy. Kopca nie trzeba dodatkowo nawozić ani podlewać. Grządka tego typu pomaga zatrzymywać wodę na terenie działki, podnosi żyzność gleby, a do zakopania można przeznaczyć drewno, które nie nadaje się już do żadnego innego zastosowania. Technikę tę stosowali Sepp Holzer, Toby Hemenway i Masanobu Fukuoka.

### Zwierzęta
Zwierzęta użytkowe są często wkomponowane w projekt. Wykorzystuje się naturalne działania zwierząt, jak grzebanie w ziemi przez kury (kurzy traktor) lub rycie w ziemi przez świnie (Permakultura Holzera, świński traktor), do przekopania ziemi pod uprawę. Kury lub świnie zamykane są na kilka dni na niewielkim terenie, gdzie zjadają chwasty, pasożyty i larwy owadów, które inaczej szkodziłyby uprawom. Na pastwisku, na którym pasły się konie lub krowy, kozy i owce zjedzą rośliny pozostawione przez poprzedników.
Kaczki w ogrodach są stosowane do zjadania ślimaków. Bill Mollison znany jest z powiedzenia: „Nie masz problemu ze ślimakami. Cierpisz na niedobór kaczek!” („You don't have a snail problem. You have a duck deficiency!”). Do jedzenia ślimaków można też przyuczyć świnie, dodając im ślimaki do pożywienia. Wkrótce świnie zaczną same wyszukiwać ślimaki na ziemi. W Wietnamie kaczki pomagają w uprawie ryżu: zjadają chwasty, owady, ślimaki, żaby, a odchodami nawożą ryż, który zarazem służy im za zarośla do mieszkania.
Znanym przykładem współpracy zwierząt i roślin, ilustrującym zasady permakultury, jest kurnik przylegający do cieplarni. Kury mają uwalniać dwutlenek węgla, który z kolei wykorzystują rośliny, uwalniając tlen do oddychania dla kur. W dzień południowa ściana cieplarni nagrzeje pomieszczenie, zaś w nocy kury ogrzewają ciałami kurnik, dzięki czemu temperatura w cieplarni także wzrośnie. Model taki promowany jest na kursach projektowania permakulturowego i w książkach o permakulturze, jednak na rok 2008 jedyny udokumentowany przykład zastosowania tego schematu w rzeczywistości odnaleziono w Kenwood pomiędzy miastami Santa Rosa i Sonoma w stanie Kalifornia w USA, gdzie panuje cieplejszy klimat śródziemnomorski. W 2009 Rob Hopkins (instruktor permakultury, laureat Nagrody Schumachera w 2008 i twórca koncepcji Miast w Okresie Przejściowym Transition Towns) rozpoczął badania praktyczne nad konstrukcją zespołu kurnik-cieplarnia w Wielkiej Brytanii.
Permakultura wegańska unika stosowania zwierząt użytkowych.

## Etymologia
Termin permaculture (jako metoda systematyczna) został ukuty przez Australijczyków Billa Mollisona i Davida Holmgrena w latach 70. XX w. Słowo „permakultura” początkowo odnosiło się do „permanentnej agrokultury”, jednak znaczenie to zostało poszerzone, aby oznaczać ogólnie „permanentną kulturę”, ponieważ uważano, że aspekty społeczne są nierozłączną częścią systemu prawdziwie zrównoważonego. Zainspirowany przez filozofię naturalnego rolnictwa Fukuoki, Mollison opisał permakulturę jako „filozofię działania zgodnie z naturą, raczej niż wbrew niej; długiej i przemyślanej obserwacji zamiast przedwczesnej, bezmyślnej pracy; brania pod uwagę wszystkich funkcji zwierząt i roślin, zamiast uważania danego rejonu za domenę jednego rodzaju plonów („a philosophy of working with, rather than against nature; of protracted and thoughtful observation rather than premature and thoughtless labor; and of looking at plants and animals in all their functions, rather than treating any area as a single project system”).

## Historia

### Prekursorzy
W 1929 Joseph Russell Smith spopularyzował termin permakultura jako podtytuł książki Tree Crops: A Permanent Agriculture, w której podsumował swoje wieloletnie doświadczenia z owocami i orzechami jako uprawami będącymi pożywieniem dla ludzi i zwierząt. Smith uważał świat za całość pełną powiązań i sugerował mieszane systemy drzew i rosnących pod nimi upraw. Książka ta zainspirowała wiele osób, aby dążyć do zrównoważonego rolnictwa, m.in. Toyohiko Kagawa, pioniera rolnictwa leśnego w Japonii w latach 30. XX w.
Poparcie dla pojęcia permanentnego rolnictwa, czyli takiego, które może trwać bez końca, wyraził australijczyk P. A. Yeomans w książce z 1973 pt. Water for Every Farm. Już w latach 40. Yeomans wprowadził w Australii podejście do użytkowania ziemi oparte na obserwacji, a w latach 50. rozwinął system projektowania linii kluczowej (keyline design) jako sposobu dystrybucji wody. Zasadę linii kluczowej wykorzystał następnie David Holmgren w rozwijaniu zasad osadnictwa ludzkiego w permakulturze.
Na Holmgrena wpływ miały też wczesne prace Stewarta Branda. Inne wczesne źródła inspiracji to działalność Ruth Stout i Esther Deans, pionierek ogrodnictwa bez kopania (no-dig gardening methods), oraz Masanobu Fukuoki, który pod koniec lat 30. XX w. w Japonii szerzył ideę sadów i ogrodów bez orania i propagował rolnictwo naturalne.
Pierwsze odnotowane współcześnie zastosowanie zasad permakultury jako systematycznej metody miało prawdopodobnie miejsce w Austrii, na farmie Seppa Holzera w latach 60. XX w.

### Mollison i Holmgren

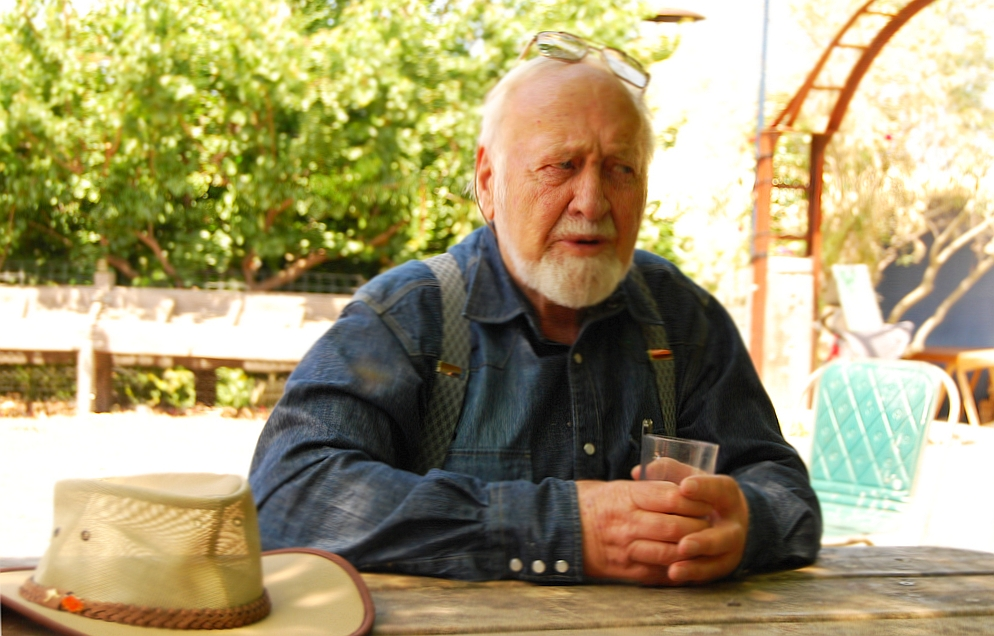
Bill Mollison w styczniu 2008.

W połowie lat 70. XX w. Bill Mollison i David Holmgren zaczęli rozwijać idee zrównoważonego rolnictwa na południowoaustralijskiej Tasmanii. Był to skutek niebezpieczeństw gwałtownego wzrostu użycia metod przemysłowych w rolnictwie. W ich opinii powodowało to wysoką zależność od zasobów nieodnawialnych i zarazem zatruwało ziemię i wodę, zmniejszało bioróżnorodność oraz niszczyło powierzchniową warstwę gleby na ziemiach, które do tej pory były płodne. Ich odpowiedzią było podejście designerskie nazwane „permakulturą”, opublikowane po raz pierwszy w książce Permaculture One w 1978.
Na początku lat 80. XX w. zakres konceptu rozszerzono z systemów rolniczych do zrównoważonych środowisk ludzkich. Po Permaculture One Mollison rozwijał swoje idee, projektując według założeń permakultury setki domostw i pisząc kolejne książki, z których najważniejsza to Permaculture: A Designers' Manual. Mollison prowadził szkolenia w ponad 80 krajach, a w jego dwutygodniowm kursie Permaculture Design Course (PDC) (projektowanie permakulturowe) wzięło udział setki studentów.
W 1991 nakręcono czteroczęściowy film dokumentalny produkcji ABC pt. The Global Gardener (Globalny Ogrodnik) ukazujący permakulturę w różnych klimatach na całym świecie. W 2012 UMass Permaculture Initiative wygrał konkurs zrównoważonego rozwoju organizowany przez Biały Dom pt. Champions of Change, który uznał, że „pokazują oni, jak permakultura może wyżywić rosnącą populację w zrównoważony środowiskowo i odpowiedzialny społecznie sposób” (they demonstrate how permaculture can feed a growing population in an environmentally sustainable and socially responsible manner).

## Znak towarowy i prawa autorskie
Na przestrzeni lat kwestia praw do nazwy „permakultura” pozostawała niejasna. Przez wiele lat Bill Mollison uważał się za posiadacza praw autorskich do słowa permaculture, co było zaznaczone w jego książkach na stronie dotyczącej praw autorskich w notce: „Treść tej książki, jak i słowo PERMAKULTURA są chronione prawami autorskimi” („The contents of this book and the word PERMACULTURE are copyright.”). Stwierdzenie to było akceptowane w społeczności zwolenników permakultury. Jednak prawo autorskie nie chroni nazw, pomysłów, koncepcji, systemów czy metod robienia czegoś; chroni tylko wyrażenie danej idei, a nie samą ideę. W końcu Mollison zrozumiał, że się myli i że nie ma i nie było żadnej ochrony praw autorskich dla słowa permaculture.
W 2000 r. amerykański Permaculture Institute kierowany przez Mollisona chciał zarejestrować znak usługowy (rodzaj znaku towarowego) dla słowa permaculture używanego w szkolnictwie, usługach edukacyjnych, lekcjach, seminariach czy warsztatach. Znak usługowy pozwoliłby Mollisonowi i jego dwóm Instytutom Permakultury (w USA i w Australii) ustanowić warunki, na jakich permakultura byłaby nauczana, kto mógłby jej uczyć, w szczególności jeśli chodzi o kursy Projektowania Pemakulturowego (PDC – Permaculture Design Course). Rejestracja nie powiodła się i w 2001 r. pomysł został porzucony. Również w 2001 r. Mollison chciał zarejestrować jako znak towarowy w Australii nazwę Permaculture Design Course i Permaculture Design. Obydwa wnioski wycofano w 2003 r. W 2009 r. chciał zarejestrować jako znak towarowy Permaculture: A Designers' Manual i Introduction to Permaculture – tytuły jego dwóch książek. Również i te wnioski wycofano w 2011 r. W Australii słowo permaculture nigdy nie było znakiem towarowym.

## Krytyka

### Krytyka ogólna
W książkach Sustainable Freshwater Aquaculture i Farming in Ponds and Dams, Nick Romanowski wyraża pogląd, że podejście Billa Mollisona do akwakultury jest mylące i nierealistyczne. Linda Chalker-Scott twierdzi, że pogląd Toby’ego Hemenwaya na temat gatunków inwazyjnych w książce o permakulturze Gaia's Garden to pseudonauka.

### Agroleśnictwo
Greg Williams uważa też, że lasy nie mogą być bardziej produktywne niż rolnictwo, ponieważ zasada sukcesji ekologicznej mówi, że całkowita produktywność maleje wraz ze wzrostem lasów. Zwolennicy permakultury odpowiadają, że dzieje się tak tylko wtedy, jeśli zestawić dane lasu i najwyższego poziomu wegetacji, ale nie ogólnie lasu i rolnictwa. Na przykład sukcesja ekologiczna zwykle oznacza, że wydajność lasu wzrasta po osiągnięciu przez niego „stanu lasu” (67% powierzchni drzew), przed jej spadkiem w momencie osiągnięcia pełnej dojrzałości.

### Dane naukowe
W 2001 Greg Williams stwierdził, że często trudno jest znaleźć dane potwierdzone naukowo, które byłyby zgodne z twierdzeniami zwolenników permakultury, i dodaje, że często negują oni podejście naukowe. W 2011 Owen Hablutzel powiedział, że „permakultura ma wciąż przed sobą zdobycie uznania ze strony przewodnich środowisk naukowych” (permaculture has yet to gain a large amount of specific mainstream scientific acceptance) oraz że „potrzeba bycia zaakceptowanymi przez środowiska naukowe bierze się z pragnienia ekspansji permakultury i nabrania większego znaczenia” (the sensitiveness to being perceived and accepted on scientific terms is motivated in part by a desire for Permaculture to expand and become increasingly relevant). Farma w Le Bec-Hellouin na północy Francji bierze udział w programie badawczym INRA i AgroParisTech. Badania (trwające od końca 2011 do 2015) mają stwierdzić, czy da się utrzymać całkowicie z farmy o powierzchni 1000 m² (1/4 akra).